# Jerry Wald (musicien)
Jerry Wald est un clarinettiste et chef d'orchestre de jazz américain.

## Biographie

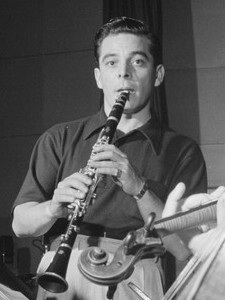
Jerry Wald, 1947

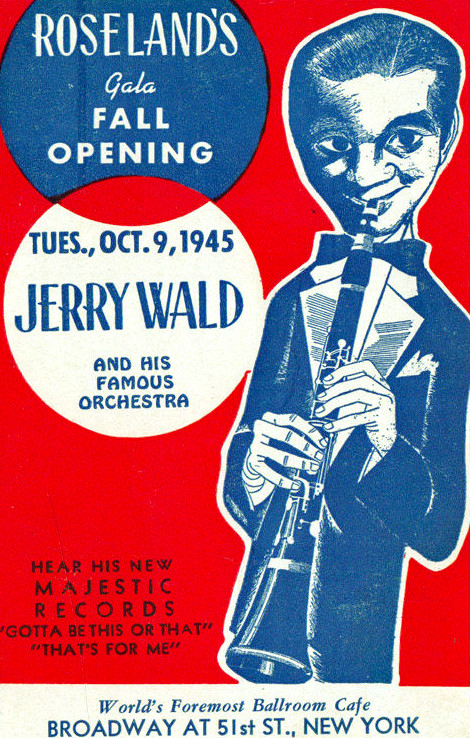
New York City, 1945

Dans les années 1940-1950, il dirige un big band de jazz dans le style de l'orchestre d'Artie Shaw. On a pu entendre dans cet orchestre des musiciens tels que Bill Evans, Billy Bauer, Ray Conniff, Sid Weiss, Bernie Privin, Les Robinson, Ray Sims, Les Elgart, Artie Ryerson, Bobby Dukoff. Parmi les arrangeurs de l'orchestre, on peut citer Bill Challis, Manny Albam et Ray Conniff.
À la fin de sa vie, Jerry Wald dirige l'orchestre du show télévisé de Jackie Gleason.